# Malattia X

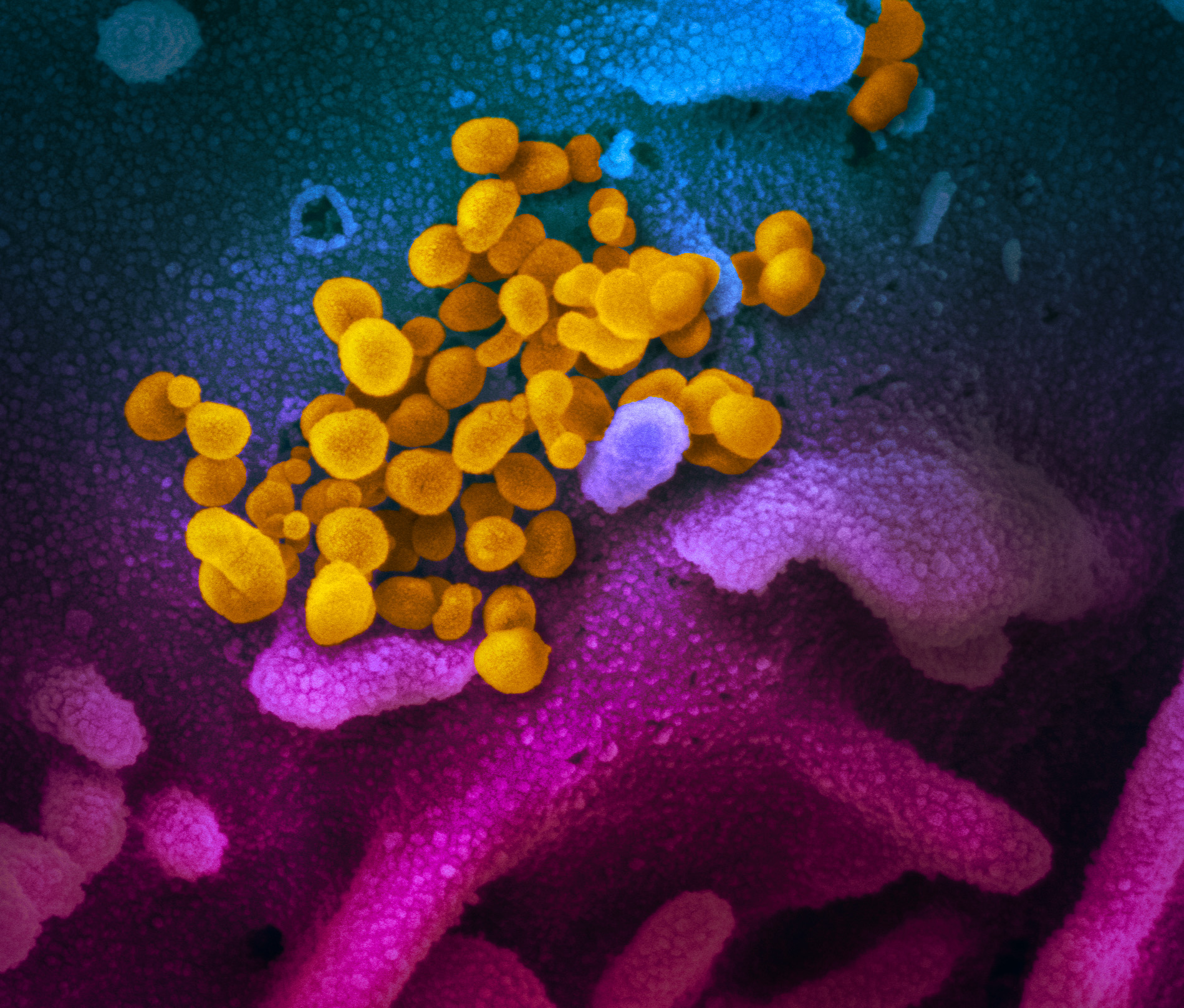
Microscopia elettronica a scansione (SEM) di SARS-CoV-2, ipotizzato nel 2020 per essere stato il primo virus al mondo a causare la malattia X

La malattia X è il nome di un ipotetico agente patogeno assegnato dall'Organizzazione mondiale della sanità (OMS) nel febbraio del 2018 e presente nella lista delle malattie prioritarie. La malattia X rappresenta la consapevolezza che una grave epidemia internazionale potrebbe essere causata da un agente patogeno attualmente sconosciuto e causare un'emergenza sanitaria pubblica. Gli esperti dell'OMS ritengono che, poiché la malattia X e le malattie prioritarie possono potenzialmente causare una grave emergenza sanitaria, stante l'assenza di farmaci e/o vaccini efficaci, sia impellente avviare un progetto di pianificazione strategica e di ricerca e sviluppo. Tale progetto dovrebbe, per quanto possibile, preparare azioni flessibili e trasversali per arginare la diffusione di malattie tra cui anche un ipotetico morbo, ad oggi non noto. Il direttore dell'Istituto nazionale statunitense per le allergie e le malattie infettive Anthony Fauci ha affermato che il concetto di malattia X incoraggerebbe i progetti dell'OMS a concentrare i propri sforzi di ricerca su intere classi di virus (ad es. Flavivirus), migliorando così la capacità dell'Organizzazione di reagire alle varianti. Nel 2020 è stato ipotizzato, anche tra alcuni dei consulenti esperti dell'OMS, che il COVID-19, causato dal ceppo del virus di SARS-CoV-2, soddisfacesse i requisiti per essere considerato come la prima malattia X.